# Huize Lindenoord
Huize Lindenoord is een monumentaal pand in Wolvega in de provincie Friesland.

## Geschiedenis
In de 17e eeuw kwam een pand op de plaats van Huize Lindenoord in het bezit van de familie Van Haren. Ernst van Haren (1623-1701) was grietman van Weststellingwerf. Zijn zoon Willem van Haren (1655-1728) werd de volgende bewoner. Ten tijde van Duco van Haren werd in 1733 het pand herbouwd. In 1742 werd Onno Zwier van Haren de volgende bewoner. Na een brand in 1776 werd het huis in 1780 herbouwd in Lodewijk XVI-stijl. In 1855 werd het huis eigendom van mr. S.G. Manger Cats en vond er een verbouwing plaats. In 1939 werd het eigendom van de gemeente Weststellingwerf. Na een periode van leegstand besloot de gemeente Weststellingwerf in 2012 €750.000 te steken in de renovatie. Onderwijskoepel Comperio huurt het pand vanaf 1 januari 2014.  Op 12 juli 2023 is Huize Lindenoord gekocht door Jan Smink.
Het Verzetsmonument Wolvega uit 1952 in de tuin van Lindenoord werd in 2025 verplaatst naar Griffioenpark voor het gemeentehuis.